# Micropterix aruncella
Micropterix aruncella là một loài bướm đêm thuộc họ Micropterigidae. Loài này phân bố ở khắp châu Âu ngoại trừ bán đảo Iberia.

## Hình ảnh

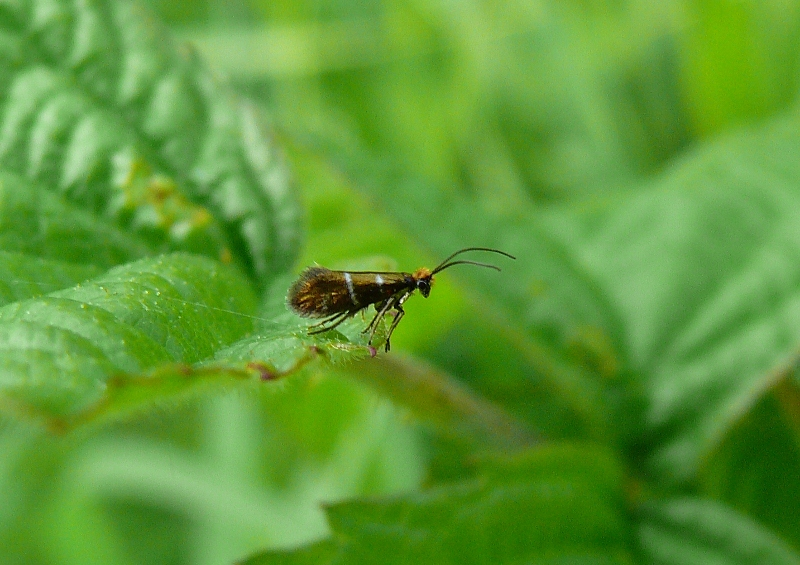